# Patrick Pillay
Patrick Georges Pillay (12 de marzo de 1949 – 20 de diciembre de 2024) fue un político seychellense, presidente de la Asamblea Nacional de Seychelles entre 2016 y 2018. También ejerció como Ministro de Asuntos Exteriores y Ministro de Salud.

## Biografía
Líder del partido opositor Alianza Seychellense, fue candidato a la presidencia de la república en las elecciones presidenciales de 2015, quedando tercero en la primera vuelta con el 14.19% de los votos, y apoyando a Wavel Ramkalawan para la segunda vuelta, perdiendo este por 193 votos. Fue elegido diputado en las elecciones parlamentarias de 2016, como candidato de la Alianza Democrática Seychellense, que logró la mayoría, derrotando por primera vez al Partido Popular, y fue el único diputado electo de la Alianza no perteneciente al Partido Nacional de Seychelles (SNP), siendo elegido presidente del cuerpo legislativo el 27 de septiembre de 2016.
El 29 de enero, Pillay dimitió como presidente de la Asamblea y su partido se retiró de la coalición, renunciando también como diputado. En la elección parcial subsiguiente, el Partido Nacional obtuvo su escaño, convirtiendo al legislativo en un parlamento bipartidista. Fue sucedido por Nicholas Prea como presidente de la Asamblea y por Philip Arrisol como diputado.